# Казначеев, Влаиль Петрович
Влаиль Петро́вич Казначе́ев (17 июля 1924, Томск — 13 октября 2014, Новосибирск) — российский учёный в области медицины, биофизики, экологии, социологии, педагогики; доктор медицинских наук, академик РАМН и РАН (после объединения), профессор, советник при дирекции ГУ НЦКЭМ СО РАМН.
Активный сторонник псевдонауки, автор концепции «межклеточных дистантных электромагнитных взаимодействий» с «квантовым излучением клеток».

## Биография
В 1942 году окончил среднюю школу в Новосибирске. По окончании школы планировал поступать в консерваторию по классу вокала. В том же году был призван в ряды Красной Армии.
В 1942—1945 годы участвовал в боевых действиях в составе 3-го Украинского фронта.
В 1945 году был демобилизован по ранению в шею, и с мечтой о профессии певца пришлось распрощаться. В этом же году поступил в Новосибирский медицинский институт. После его окончания остался в родном институте.
С 1950 по 1964 год последовательно: ординатор, ассистент, доцент, профессор кафедры факультетской терапии, заведующий этой кафедрой.
С 1964 по 1971 год — ректор Новосибирского медицинского института.
С 1969 года — член-корреспондент АМН СССР, с 30 июня 1971 года — действительный член АМН СССР по специальности «терапия».
Организатор фундаментальной медицинской науки в Сибири и на востоке страны, инициатор создания и первый руководитель Сибирского отделения Российской академии медицинских наук (Председатель Президиума СФ РАМН, 1970—1980).
Первым и главным детищем В. П. Казначеева стал Институт клинической и экспериментальной медицины СФ АМН СССР (1970—1998), на базе которого в разные годы было сформировано шесть крупных институтов.
В. П. Казначеев — автор двух сборников стихов: «Что истина?» (1994) и «Надежда» (1999).
Скончался 13 октября 2014 года. Похоронен на Заельцовском кладбище Новосибирска (квартал 103).

## Научные достижения
В. П. Казначеев опубликовал 800 научных работ, в том числе 52 монографии, 15 изобретений и открытий.

### Научно-исследовательская работа

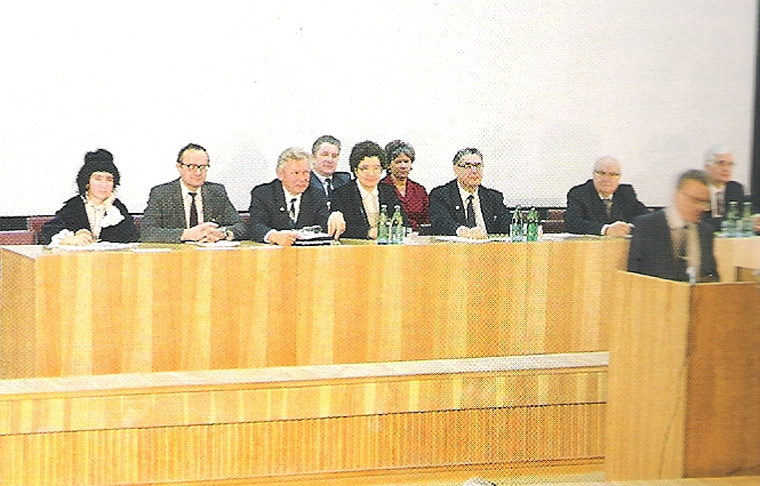
Конференция «Медицина и гуманизм» — Новосибирск, 1985. (За кафедрой выступает академик В. Казначеев). В первом ряду слева направо: Л. Матрос, член-корр. АМН СССР Панин, академик Матюхин, проф. Щедрина, председатель Президиума Сибирского Отделения АМН СССР, академик Бородин, академик Мешалкин, ректор Новосибирского мединститута, проф. Урсов)

С 1970-х годов — автор и инициатор целого ряда исследований по проблеме адаптации человека к различным климатогеографическим и социально-производственным условиям.
Сформулировал концепцию «синдрома полярного напряжения», в рамках которой удалось определить комплекс субмолекулярных, молекулярных, клеточных и системных изменений, возникающих в организме человека при воздействии на него экологических факторов Заполярья. Возглавлял на протяжении ряда лет Всесоюзный научный совет АМН по проблемам адаптации человека, а также секцию «Экология человека» Научного совета по биосфере АН СССР.

## Псевдонаучные исследования
Благодаря двойственому отношению правительства СССР к парапсихологии, немалое число советских учёных занимались исследованиями «паранормального» в чужих для себя областях науки, в их числе был и В. Казначеев.
Будучи руководителем новосибирского Института клинической и экспериментальной медицины Сибирского филиала АМН СССР, академик Влаиль Казначеев сообщил в 1973 году о регистрации «явления межклеточных дистантных электромагнитных взаимодействий в системе двух тканевых структур» и оформил его как научное открытие (занесено в Государственный реестр открытий СССР под № 122 с датой приоритета от 15 февраля 1966 г. Формула открытия гласит: «Экспериментально установлено неизвестное ранее явление дистантных межклеточных электромагнитных взаимодействий между двумя культурами ткани при воздействии на одну из них факторов биологической, химической или физической природы с характерной реакцией другой (интактной) культуры в виде зеркального цитопатического эффекта, что определяет клеточную систему как детектор модуляционных особенностей электромагнитных излучений»). Суть «межклеточных дистантных электромагнитных взаимодействий» заключается в возможности передачи биологической информации от одной культуры клеток другой на расстояние, при котором исключено их химическое взаимодействие.
В своих исследованиях Казначеев опирался на идеи биолога Александра Гурвича о «митогенетических лучах» делящихся клеток, другое их название у Гурвича — «лучи жизни».
И «митогенетические лучи» Гурвича, и эффект, сообщённый Казначеевым, по своей сути являются телепатией. Казначеев объяснял его неизвестном науке «квантовым излучением клеток», которое ни он, ни кто-то другой из паранаучных исследователей так и не смог доказать.
В начале 1990-х годов под руководством Казначеева в Институте экспериментальной медицины Сибирского отделения Российской академии медицинских наук проводились опыты по сверхчувственному восприятию, направленные на изучение так называемого «эффекта зеркала Козырева».
Астроном Козырев не имеет никакого отношения ни к конструкции, ни к «эффекту», названных его именем. По сведениям физика Павла Александровича Зныкина, изобретатель «машины времени (перемещающей в прошлое мух и тараканов)» В. А. Чернобров утверждал, что именно Казначеев ввёл в широкое употребление термин «зеркало Козырева».
Концепции Казначеева активно используют другие адепты псевдонаучных концепций и шарлатаны. Например, вскоре после публикаций Казначеева о «квантовом излучении клеток» Геннадий Сергеев опубликовал в журнале «Катера и яхты» схему прибора для поиска утопающих, якобы регистрирующего «стрессовые излучения» клеток по концепции Казначеева.

## Критика
Влаиль Казначеев — автор не подтверждённого медициной способа переноса «идеи» инсулина (вместо самого инсулина) в организм диабетика. Являлся сторонником псевдонаучных теорий о «торсионных полях».
По утверждению академика РАН Э. П. Круглякова, после того как у научной общественности появились сомнения по поводу открытия В. П. Казначеевым так называемого дистантного взаимодействия клеток, проверкой открытия занимались представители химии, биохимии и биофизики. Эффект не подтвердился. Результаты проверки не были опубликованы.
В 2014 году, профессор ядерного инжиниринга и радиобиологии Charles L. Sanders в письме в редакцию журнала Dose-Response «Speculations about Bystander and Biophotons», обсуждая результаты Казначеева В. П. и современные данные о дистантных межклеточных взаимодействиях, заключил: «Mothersill продемонстрировала возможную передачу сигнала фотонами от животного к животному, что и Гурвич, и Казначеев показали in vitro. Последствия этих наблюдений огромны».
По мнению авторов обзора 2013 года, посвящённого нехимическим и неконтактным (дистантным) клеточным взаимодействиям и опубликованного в журнале American Journal of Translational Research, хотя группа Казначеева и улучшила качество экспериментов по сравнению с работами Гурвича, статистический анализ и контроль дополнительных факторов могли бы быть лучше.
Об экспериментах В. П. Казначеева с «зеркалом Козырева» Э. П. Кругляков ответил следующим образом: «В августе 1991 г. газета „Правда“ сообщила об успешном телепатическом сеансе связи между Институтом В. Казначеева в Новосибирске и одним из университетов в Филадельфии (США). Вас не удивляет тот факт, что ни российские, ни американские участники этого эксперимента не удостоены Нобелевской премии?».

## Награды
- Два ордена Отечественной войны II степени (1968, 1985)
- Два ордена Трудового Красного Знамени (1974, 1984)
- Орден «Знак Почёта» (1961)
- Орден Дружбы народов (26 июля 1994) — за большой вклад в развитие медицинской науки и подготовку высококвалифицированных специалистов
- Орден «За заслуги перед Отечеством» IV степени (1999)
- Восемь медалей, в том числе медаль «За победу над Германией в Великой Отечественной войне 1941–1945 гг.»
- Знак отличия «За заслуги перед Новосибирской областью» (24 апреля 2003)[17]

## Премии
- Международная премия Хилдеса по северной медицине (1978).
- Премия им. Н. И. Пирогова за цикл работ «Системные механизмы адаптационно-компенсаторных реакций при действии на организм экологических факторов Сибири и Севера» (1994).
- Государственная премия Новосибирской области (1999).

## Общественное признание
- Действительный член АМН СССР (1971);
- Действительный член РАЕН (1992);
- Действительный член Петровской Академии наук и искусств (1992);
- Действительный член Академии энерго-информационных наук (1992);
- Почётный член Международной Академии ноосферы (1992);
- Почётный член Международной Академии организационных и управленческих наук (1996);
- Почётный житель Новосибирска[18];
- Почётный профессор НГМУ[19];
- Президент Международной Славянской Академии наук, образования, искусств и культуры (ЗСО);
- Президент научно-экспертного совета Центра инновационых технологий и социальной экспертизы (ЦИТИСЭ)[20].

### Награды общественных организаций и издательств
- Звезда Вернадского I степени общественной организации «Международный межакадемический союз» (1999)
- Издательство «Международный биографический центр» (Кембридж) присвоило В. П. Казначееву звание «Международный человек года» (1997—1998) и «Международный человек тысячелетия» (1999)
- Общественная организация «Международный комитет кавалеров императорских наград» (Прага) наградила В. П. Казначеева Орденом Креста Святого Равноапостольного князя Владимира «Польза, Честь, Слава».